# Pithos

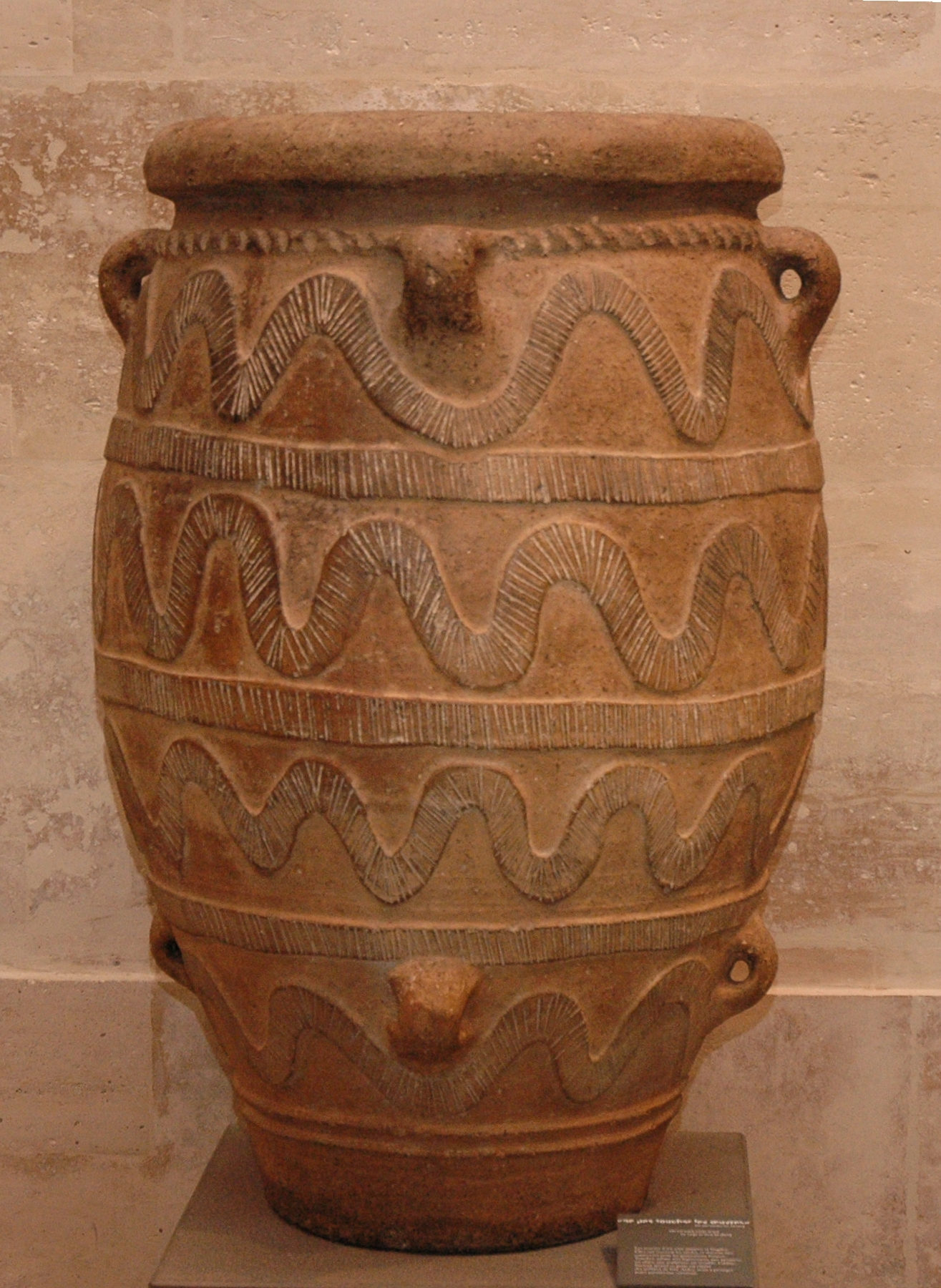
Kretischer Pithos mit Schnurösen, 15. Jh. v. Chr., Knossos

Der Pithos (altgriechisch πίθος píthos [m.], Plural Pithoi, πίθοι) ist ein großes Vorratsgefäß des Altertums beispielsweise für Wein, Öl oder Getreide, das im gesamten mediterranen Kulturraum vorkam, insbesondere aber in der Ägäis und in Kreta. Die Herstellung solcher bis zu mannshohen Vasen oder Krüge erforderte besonderes Können des Töpfers.

## Beschreibung
Der Pithos ist ein großes (gelegentlich sogar übermannshohes), dickwandiges, bauchiges Vorratsgefäß aus Ton ähnlich einer Amphore, jedoch meist mit flachem Boden, das häufig Transportösen in der Oberhälfte hat. Durch sie wurden Seile gezogen, mit denen der Pithos bewegt werden konnte. Seine Oberfläche kann glatt oder durch Bandmuster farblich und strukturell gestaltet sein. Farblich gibt es Pithoi von beige, sandfarben, braun bis rotocker. Die bemalten Pithoi des minoischen Kamares-Stils zeigen Fische.
Pithoi wurden regional auch zur Bestattung verwendet (z. B. El-Argar-Kultur und auf Kreta (Kinderskelett von Kritsa)), aber primär wurde in ihnen Olivenöl, Wasser, Honig, Salz und Getreide aufbewahrt. 47 Pithoi für Wein fand man z. B. in einem Keller in Zagora eingegraben. In acht Fällen wurden neben den Pithoi flache Dachziegel (Solene) entdeckt, die vermutlich als Deckel benutzt wurden. Zwei von ihnen wiesen Spuren einer Tonmasse auf, auf der Stempelabdrücke zu erkennen waren. Auf dem Stempel muss die Darstellung eines Löwen gewesen sein. Daraus ist zu schließen, dass man die Pithoi auch versiegelt hat.

## Rezeption
Ähnliche Gefäße heißen Dolium (römisch, Mehrzahl Dolia) und Tinaja (spanisch). In Georgien wird nach wie vor ein ähnlicher Behälter mit dem Namen Quevri für die Weinherstellung und Lagerung verwendet. Der Philosoph Diogenes soll der Legende nach zeitweise in einem Pithos gelebt haben.
In der griechischen Mythologie wird die Büchse der Pandora erwähnt, ein Gefäß, das alle der Menschheit bis dahin unbekannten Übel wie Mühe, Krankheit und Tod enthält. Dora und Erwin Panofsky gelang 1956 der Nachweis, dass das Wort Büchse aus einem Übersetzungsfehler Erasmus von Rotterdams bei der Übertragung des griechischen Textes ins Lateinische stamme. Bei Hesiod ist noch die Rede von einem πίθος píthos – griechisch für großer, irdener Vorratskrug (z. B. für Wein, Öl oder Getreide).